# Јернеј Копитар
Јернеј Копитар (Репње, 21. август 1780 — Беч, 11. август 1844) био је словеначки лингвиста и слависта.

## Биографија
Јернеј (Вартоломеј или Бартол) Копитар потиче из сеоске земљорадничке породице у Крањској. Родио се у селу Репње код градића Водице, 1780. године. Отац га је по његовој великој жељи 1790. године уписао у основну школу у Љубљани. Јернеј је био вредан дечак и одличан ученик, што му је обезбедило бесплатно школовање и награде. Током школовања ступио је у дом богатог и образованог барона Цојза, да би био учитељ домаћиновог нећака. По завршетку нећаковог школовања у Љубљани, када је овај отишао у Беч, барон је још пуних осам година (1800-1808) задржао младог Копитара код себе у служби, за тајника (секретара) и књижничара. То је био најдрагоценији део живота Копитара, јер је Цојзов дом био изузетно, инспиративно место - отворен за словеначку културно-националну елиту Љубљане. Те године је Јернеј максимално искористио за своје образовање и усавршавање, црпећи знање из богате баронове библиотеке. За потребе приватног учења словеначког језика једне љубљанске даме, Копитар је у то време написао први свој значајан рад, малу Граматику словеначку. Док се та књижица штампала (1808), он се опростио од завичаја и кренуо на студије у Беч.
Прве две године боравка у Бечу, похађао је студије права али без правог ефекта. Зато се преоријентисао на историју и филологију. Убрзо је постао спрегледач за словенске и новогрчке књиге. Добио је стално намештење у Дворској библиотеци и ту ће се бавити до смрти. Током каријере постепено је напредовао до "првог чувара библиотеке" и дворског саветника. Био је ученик и сарадник Ј. Добровског и заједно са њим утемељивач славистике; његовим путем је (након смрти) најверније ишао Франц Миклошић. Миклошић се иначе бавио и његовом заоставштином; приредио је Копитарову аутобиографију (1887) и Споменицу (1880). Године 1814. обавио је Копитар успешно државну мисију, током које је из Париза повратио књижно благо (рукописе и споменике), што су га однели са собом Французи из окупираног Беча, у време Наполеона. Путовање је искористио и да посети Енглеску и Италију, где је такође тражио старе рукописе дворске књижнице. Објавио је 1836. године књигу "Брижински споменици". Италију је пропутовао и 1837. године спроводећи своја научна истраживања; тражећи словенске писане споменике прошлости. Том приликом је преписао "Асеманово јеванђеље", а затим и Јованово. Када је 1842. године Папа оснивао Русински завод у Риму, позван је Копитар да се као наставник прими катедре за старословенски језик. Беч га је уступио Риму на две године, а он је планирао да за то време нађе једног ученика, који ће га за катедром заменити, по истеку рока. Како није дошао ту ниједан Русин, Копитар је кренуо да спрема једног Португалца. Након полугодишњег боравка и Риму, вратио се у Беч болестан. Оболео је од "сухе болести" (сушице или туберкулозе) од које тада није било лека. При крају свог боловања преселио се код пријатеља и земљака проф. Јенка. Последњи његов писани рад су биле опаске (1844) на Востоково публиковано: "Остромирово јеванђеље". Ту је и умро у лето 1844. године и сахрањен на бечком гробљу Св. Марка.
Јернеј Копитар је у зрелом добу био особа средњег раста, а по карактеру неуобичајено строг и нестрпљив у раду и разговору. Иако се није "заредио" (замонашио) како је породица очекивала, живео је усамљеничким, аскетским животом у целибату, окружен књигама. Копитареву личну библиотеку након његове смрти и део преписке откупила је Љубљанска библиотека. Године 1880. на стогодишњицу његовог рођења "Матица словенска" (словеначка) је током обележавања, на његов родни дом поставила малу мермерну спомен-плочу.

## Велики слависта
Као научник он је значајан јер је темељно и исцрпно расправљао филолошка, историјска, етнографска и правно-историјска питања. Допринео је да се по многим питањима постави научна, критичка основа. Сматрао је да језик не треба поправљати, него из њега црпити - изводити правила. У правопису је учио да свако слово треба да има свој глас. Када је успешно извршио посао око дефинисања граматичких правила за свој матерњи словеначки језик, окренуо се другим словенским језицима. Желео је да практично допринесе, пре свега да се реши проблем латинице код словенских народа, јер је била непотпуна. Радио је на стварању буквице, тако што је умножио латиницу новим словима, за гласове нађене у неким словенским језицима.
Као чиновник бечке дворске библиотеке и цензор словенских и новогрчких књига имао је додира са књижевницима и истраживачима. То му је обезбедило поље за деловање и утицај на реформаторе словенских народа. Нашао се 1820. године у Бечу на подухвату, заједно са Домбровским, Метелком (Словенац из Љубљане) и другим, да се договори око нове азбуке. Копитар је планирао да заврши заједничку азбуку за све јужне Словене. Професор словеначког језика Метелко је за словеначку азбуку од латинице, самостално већ био уредио допуну са неким словима из ћирилице. Насупрот том покушају, хрватски реформатор Људевит Гај је створио бољи модел латинице, којом је победио идеју Метелка и Копитара. Јернеј је био творац тзв. Панонске теорије, по којој је старословенски језик био прави (први) црквени језик Словена, а да је Панонија домовина истог језика. По њему је глагољица ипак била старије писмо од ћирилице. Просветитељи Ћирило и Методије су се по његом убеђењу служили старословенским (западним) језиком, а не источним (бугарским) како је већина научника тврдила. Браћа из Солуна су само наставили и то на народном језику, оно што су по њему били започели немачки просветитељи. Копитар се иако одушевљен Словен држао у границама критике, савлађујући своје патриотске осећаје. Научник (у њему) је победио патриоту и Словена. Мада је било сумњи да иза њега и његовог уплива у словенске теме каткад стоји бечка влада, слависта Јагић је то одбацио. Постоје и мишљења да је био вођен жељом да одвоји Србе од руског утицаја и привуче их у аустријски културни миље. Копитар је све што је радио по сопственој иницијативи; јавно и отворено, а побуда је била вазда у његовом личном уверењу и сматрању. Иако по многим питањима оспораван, он је био утицајан и много допринео да се славистика почне изучавати на катедрама по европским универзитетима, попут Беча, Граца, Лајпцига, Берлина, Париза. Са књижевним првацима словенским, из разних држава је Копитар одржавао везе.

## Сарадња са Вуком Караџићем
Копитар се рано заинтересовао за српску народну поезију, којој се дивио. Читајући Доситејеве књиге је улазио у проблематику српског језика; афирмативно је писао о Доситеју у немачкој штампи. Прво је када је реч о Србима, ступио у додир са песником владиком Лукијаном Мушицким. Предлагао је учени Словенац слависта да се у Карловцима оснује српски универзитет, о манастирском трошку, у којем би предавали само учени Срби. Тек када је упознао Вука Караџића, Копитар је знао да нема боље личности од њега, која би могла да реформише дотадашњи славено-српски језик. Вук се заиста показао као најбољи следбеник Копитаревих начела о књижевном језику и правопису. Њихов сусрет догодио се 1813. године у Бечу, где је доспео млади Вук као избеглица (када је то био и Карађорђе) из Србије. Копитар је тада био цензор и пословно и лично у контакту са Србима, Фрушићем и Давидовићем, који су ту уређивали и издавали "Новине сербске". Словенац их је подстицао да језик који су користили одбаце, тврдећи да то није чист српски језик којим се народ служи. Тада је Караџић написао свој први чланак у облику писма Карађорђу, о српској пропасти, и дао да га објаве српске новине. Цензора Копитара који је ставио забрану на то, одмах је привукао занимљив народни језик којим се изражавао Караџић. Прави хонорар за Вуков првенац је било њихово будуће пријатељство. То је било довољно да га Копитар позове на први разговор децембра 1813. године, током којег су прелазећи са теме на тему, дошли и до српских народних песама. Како је Вук показао да их зна доста, убедио га је цензор да их овај напише и одштампа. Ставио је одмах Караџић на папир много песама, а неке је узео и од своје рођаке, удате за српског књижевника Стефана Живковића. Успео је тако млади Вук Караџић подстакнут Копитарем, да објави у Бечу 1814. године, обимну књигу са насловом: Мала србска просто-народна пјесмарица. У то време Вук је схватао сву несавршеност српског правописа, и желећи да га пре свега због себе унапреди, упустио се брзоплето и самостално у тај подухват. Једноставно је и у журби, без много премишљања узео Мразовићеву словенску граматику, и преузео из ње већину ствари, тек "дотерујући је на српски језик". Тад друга књига сматрана за "пробу српске граматике" наштампана је исте 1814. године. Била је то Писменица сербскога језика по говору простога народа написана. Мада је строги Копитар критиковао недостатке те књижице, био је задовољан Вуковим вештим корацима ка реформи српског језика и правописа. По Копитаревом наговору, Вук је онда напустио Беч да би по Срему и Карловцима, записивао још српских народних песама. Након две године рада дошао је Караџић до реализације друге књиге "Пјесмарице", који је посветио цењеном Копитару. Јернеј је затим помогао Вука Караџића и на пројекту обликовања српског књижевног језика, утемељеног на народном говору. Словенац је заиста допринео да Вук изда и први далекосежни српски речник, јер га је подстрекавао и научио како да то уради. Србин је по савету користио цедуље папира тзв. фише, на којима је исписивао поједине народне речи, са нужним тумачењима. Као модел су му користили страни речници, попут Волтаџијевог, Бјелостончевог, Јамбрешићевог и Стулијевог. Али српски језичар је само прелиставао те књиге, није се окористио о њих, јер је ишао - руководио се неумољиво по сопственом осећају. Две године касније, 1816. вратио се Вук у Беч са импресивном језичком грађом довољном за повећу књигу. Затим су неколико месеци свакога дана, заједно прелазили са речи на реч. Притом је Вук читао и тумачио значење поједине речи, а Копитар када би разумео њено значење, би их превео (истолковао) на немачки и латински језик. Готов, велики богат и значајан (иако и оспораван) Караџићев српски речник је објављен 1818. године. Њих двојица су се 1817. године окушали и у новинарству; када су заједно (у одсуству уредника) сами уредили 41. и 42. број "Новина сербских". За четири године рада, Вук Караџић је тако радећи неуморно и са одушевљењем поставио темеље српског језика и правописа, и афирмисао богату српску народну књижевност и посебно дивне српске народне песме. Сећао се захвални Србин свог подстрекача и помагача, много касније (1846), са искреном захвалношћу: Тако вам ја станем на ноге кроз Копитара, и мало по мало па изађем на глас са свога дијела.
Вук Караџић је по властитом признању током свог књижевног и научног рада, једино имао на уму: Пишући било ма шта, свагда гледам шта ће о том рећи Копитар, ил' Шафарик, ил' Грим; а за друге не марим. Нека вичу што им драго; свему свијету нико не угоди!. До краја Копитаревог живота, међу њима је владало изузетно пријатељство, док је трајала борба за народни српски језик као званичан у Србији. Ништа чини се није могло помутити то искрено пријатељство и оно поста божји благослов за књигу и науку српску.
Као Вуков сарадник Јернеј је био значајан за Србе, јер га је подстакао:
1. да објави прву граматику српског језика
2. да прикупља а затим објави народне умотворине
3. да прикупља речи народног говора како би издао Први српски речник

## Аустрославизам и политички контекст
Јернеј Копитар је био истакнути заговорник аустрославизма — политичког програма који је опстанак и развој словенских народа видео у оквиру Хабзбуршке монархије. За разлику од панслависта, поборници аустрославизма су промовисали идеју словенске лојалности према династији Хабзбурга. Као политички концепт, аустрославизам је обликован у првој половини 19. века са циљем решавања словенског питања под окриљем Аустријског царства.
Копитар је сматран једним од најважнијих протагониста овог пројекта. Веровао је да би се политички и културни развој аустријских Словена требало одвијати унутар оквира аустријске државе, уз очување националних језика и обичаја. Истицао је да Аустрија има легитимитет да преузме иницијативу у односима с Русијом, будући да су на њеној територији били у употреби сви словенски језици, док је у Русији био заступљен само један. За њега, аустрославизам је представљао патриотску неопходност. Корени његовог аустрославизма налазе се у чланцима Faustin Prohdzka und Joseph Zlobicky и Patriotische Phantasien eines Slaven, објављеним 1810. године, где је пласирао идеју о Бечу као центру словенства, са јасним антируским ставом.
Сарадња са Вуком Караџићем
У складу са својим аустрославистичким уверењима, Копитар је настојао да усмерава и делатност Вука Стефановића Караџића. Циљ му је био да умањи културни утицај Русије на Србе и да их кроз језичку реформу приближи католичким Јужним Словенима под хабзбуршком влашћу. Сматрао је да је српску књижевност могуће уздићи до позиције на којој би постала „опасан ривал руској књижевности”. Како би то постигао, увидео је да је Србима неопходна граматика, речник и сакупљене народне песме, што је и саветовао Вуку.
Научна процена и спорови
Копитаров рад је био предмет и оштрих полемика. Посебно је познат његов сукоб са Матијом Чопом и Францетом Прешерном око правописног питања. Док је Копитар, као аустрослависта, сматрао да се словеначки језик треба уклопити у ширу јужнословенску језичку слику, Чоп и Прешерн су заговарали модернизацију кроз прихватање Гајеве латинице. Упркос овим сукобима, Копитар се данас сматра кључном фигуром словеначког културног препорода и једним од утемељивача модерне славистике.

## Дела
Копитар је објавио током живота више књига и расправа, поред словеначког и на немачком и латинском језику. Прво дело је словеначка граматика, која је изашла из штампе 1808. године у Љубљани под насловом: Граматика словенског језика у Крањској, Корушкој и Штајерској. Много касније, 1836. године појавила се у Бечу књига: Клочев глагољаш, а био је то старословенски рукопис писан на глагољици, у поседу грофа Клоца. Уследило је 1840. године исто ту у Бечу: Разгледање и тумачење грчког рукописа из 12. и 13. века. У Паризу је објављена 1843. године Prologomena historica а реч је о тзв. Ремском јеванђељу, које је издао француски палеограф Силвестер. У књизи се поред текста налази Копитарев стручни предговор; а како је у предговору изнео све главне идеје старе славистике, то дело се сматра његовим "научним тестаментом". Остало су око 70 мањих расправа, чланака, приказа или критика. Један део рукописне заоставштине је Миклошић издао 1875. године, као књигу под називом: Омањи списи Копитареви.